# Olaf Geirstad-Alf
No confundir con Olaf Haraldsson Geirstadalf.
Olaf Gudrødsson, Alf o Alfgeir o como se le nombró tras su muerte, Olaf Geirstad-Alf (nórdico antiguo: Óláfr geirstaðaálf, 775-827), fue un legendario rey de Vestfold (Noruega) y Jutlandia (Dinamarca) a finales del siglo VIII, de la dinastía Yngling mencionada en la saga Ynglinga. Era hijo de Gudrød el Cazador y hermanastro de Halfdan el Negro. Gudrød y Olaf conquistaron grandes extensiones del territorio de Romerike.
Gudrød murió cuando Olaf cumplió veinte años y ambos hermanos dividieron el reino entre ellos. Olaf retuvo bajo su poder el sur y residió en Geirstad. Los hermanos solo heredaron Vestfold porque Alfgeir retuvo Vingulmark para sí mismo y cedió el gobierno a su hijo Gandalf Alfgeirsson como rey.
La saga Ynglinga menciona que Olaf fue un hombre muy hábil y un gran guerrero. También era un hombre atractivo, grande y fuerte, padre de Ragnvald la Alta Montaña (o el glorioso, según fuentes).
Durante el reinado de Olaf y Halfdan el Negro, Värmland comenzó a pagar tributos al rey sueco, Erik Anundsson.
Olaf murió de enfermedad. Þjóðólfur úr Hvini cantó sobre él:

Mucho tiempo permaneció esta rama del tallo de Odin

Puntal fuerte del reino de Noruega;

Mucho tiempo permaneció el rey Olaf con orgullo

Gobernando Westfold a lo largo y ancho.

Tras un tiempo de opresión latente,

El buen rey se sumió en el descanso:
 
Su cuerpo ahora reposa bajo tierra,

Enterrado en Geirstad, en el montículo.

Tras su muerte, fue venerado como un elfo, y se le llamó Geirstad-alf (el "elfo de Geirstad"). Una teoría identifica Geirstad con Gjerstad cerca de Gokstad, y su tumba con el barco de Gokstad.

## Sögubrot af nokkrum fornkonungum
Según Sögubrot af nokkrum fornkonungum hubo un rey Alfgeir de Alvheim que tuvo una hija llamada Alfhild, que casó con el legendario Sigurd Ring y tuvieron un hijo, Ragnar Lodbrok.

## Saga Skjöldunga
En la saga Skjöldunga aparece otro rey Alf, rey de Vendel (Vendyssel).

## Herencia
Se desconoce el nombre de su consorte, pero algunas sagas hablan de dos hijos:
- Helgi Olafsson (n. 795), que casó con Thora Sigurdsdatter (n. 796), hija de Sigurd Ragnarsson. Fruto de esa relación nació Olaf el Blanco, un poderoso caudillo vikingo que se convertiría en rey de Dublín.
- Ragnvald Olafsson, rey de Vestfold.